# Passiflora smilacifolia
Passiflora smilacifolia är en passionsblomsväxtart som beskrevs av J.M. Macdougal. Passiflora smilacifolia ingår i släktet passionsblommor, och familjen passionsblomsväxter. Inga underarter finns listade i Catalogue of Life.